# Richard Helms
Pour les articles homonymes, voir Helms.
Richard McGarrah Helms, né le 30 mars 1913 à Philadelphie et mort le 23 octobre 2002 à Washington, est un haut fonctionnaire américain. Il a été directeur de la Central Intelligence Agency (CIA) de 1966 à 1973. Il est le seul directeur à avoir été condamné pour mensonge devant le Congrès des États-Unis sur les activités secrètes de la CIA.

## Biographie
En 1936, une année après avoir reçu son diplôme du Williams College à Williamstown, dans le Massachusetts, il est envoyé par l'agence United Press pour la couverture des Jeux olympiques d'été de 1936 à Berlin, car il avait passé deux ans à l'Institut Le Rosey, un prestigieux lycée suisse, où il a appris à parler allemand et français.
Par la suite[Quand ?], il rejoint le service de la publicité du Indianapolis Times. Deux ans plus tard[Quand ?], il en devient le chef national.
Durant la Seconde Guerre mondiale, il sert dans la Marine. En 1943, il est en poste à l'Office of Strategic Services (OSS), en raison du fait qu'il parle allemand. Au lendemain de la guerre, il est transféré au tout nouveau Office of Special Operations (OSO) où, à l'âge de 33 ans, il est nommé responsable des opérations de renseignement et de contre-espionnage[réf. nécessaire] en Autriche, en Allemagne et en Suisse.
À la création de la CIA par la National Security Act (NSA) de juillet 1947, l'OSO devient une division de la CIA. Après le désastre retentissant de l'opération de la baie des Cochons à Cuba en avril 1961, Helms devient directeur de l'OSO. Après être tombé sous Kennedy, il est envoyé au Viêt Nam, où il supervise le putsch qui renverse le président Ngo Dinh Diem. Après l'assassinat du président Kennedy, le 22 novembre 1963, Helms est nommé directeur adjoint de la CIA, sous la direction de l'amiral William Raborn. En 1966, il en est nommé directeur.

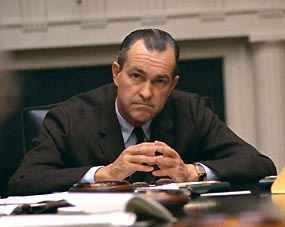
Richard Helms, dans la salle de cabinet de la Maison-Blanche, le 27 mars 1968.

La facilité à diriger la CIA du temps de la présidence de Lyndon Johnson change avec l'arrivée de Henry Kissinger, conseiller à la sécurité nationale du président Richard Nixon. Après la débâcle du Scandale du Watergate, la CIA est plus étroitement surveillée par les instances politiques. Le congrès considérant les abus de la centrale de renseignements et également ceux du F.B.I vote la mise en place de la commission Church (du nom de son président Frank Church, sénateur de l'Idaho). Le comité enquête de 1975 à 1976 et met en lumière les pratiques illégales des deux agences comme l'interception du courrier, l'infiltration d'organisation politiques notamment de défense des droits civiques et le programme d'assassinat de leaders étrangers.
En 1972, Helms ordonne la destruction des documents du Projet MKULTRA, un regroupement de plus de 150 projets de recherche financés par la CIA, avec pour objectif d'explorer toutes possibilités de manipulation mentale et, plus particulièrement, l'élaboration d'un sérum de vérité infaillible. Le projet est porté à la connaissance du public deux ans après, à la suite des révélations du New York Times. En raison de la destruction d'une partie importante des documents du projet, sa véritable ampleur n'est pas connue.
Nixon considère Helms comme étant déloyal et ne reconduit pas son mandat en 1973. Helms sert de 1973 à 1976 comme ambassadeur des États-Unis en Iran.
Pendant cette période, une commission d'enquête américaine tente de déterminer la responsabilité de différentes parties dans une tentative, téléguidée depuis les États-Unis, de mettre fin à un régime démocratique au Chili en 1973. Helms est interrogé par des membres du congrès américain. Il apparaît que ses réponses sur le rôle de la CIA sont fausses. En conséquence, il est poursuivi et condamné en 1977 à deux ans de prison avec sursis (suspended sentence en anglais) et une amende de 2 000 dollars. Son amende a été payée par des amis de la CIA.
En 1983, le président Ronald Reagan attribua à Helms la National Security Medal (en).
Après son décès en 2002, Richard Helms est enterré au cimetière national d'Arlington.